# Province de Satsuma
Satsuma (薩摩国, Satsuma no kuni) ou Sasshū (薩州) était une ancienne province japonaise située sur l'île de Kyūshū, dans l'actuelle préfecture de Kagoshima. Durant l'ère Sengoku, le clan Shimazu établit la base de sa puissance sur la capitale du fief Kagoshima avec le domaine de Satsuma.
Il envahit le royaume de Ryūkyū en 1609 et il en garde des relations privilégiées, qui lui permet d'échanger indirectement avec la Chine. Il perd définitivement ce privilège, lorsque pendant l'ère expansionniste de Shōwa, le royaume jusqu'alors indépendant devient le fief d'Okinawa (琉球藩) après son annexion par le Japon (en) en 1872. puis la préfecture d'Okinawa.
En 1871, les provinces de Satsuma et Ōsumi furent combinées pour former la préfecture de Kagoshima.
La province était connue pour sa production de patates douces, appelées au Japon satsuma imo (薩摩芋) et de mandarines satsuma.